# Zhenghu
Zhenghu är en socken i sydöstra Kina. Den ligger i stadsdistriktet Shaxian i staden Sanming i provinsen Fujian, omkring 130 kilometer väster om provinshuvudstaden Fuzhou. Antalet invånare är 6 712. Befolkningen består av 3 119 kvinnor och 3 593 män. Barn under 15 år utgör 20,0 %, vuxna 15-64 år 66 %, och äldre över 65 år 13,0 %.